# Pink no idenshi
Pink no idenshi, conosciuto anche come The Pink Gene, è un dorama autunnale in 13 puntate di TV Tokyo, andato in onda nel 2005; è basato sul manga shōjo omonimo di Jun Yuzuki.
La storia ruota attorno alle varie vicende sentimentali occorse ad un gruppetto di studenti di liceo (il Phoenix high school); la trama principale è incentrata su Natsu e Taichi, con avventure parallele (anche shōnen-ai) che si evolvono a partire da questa coppia di personaggi principali.
Le possibilità del cuore sono molteplici ed imprevedibili: possono essere amori ricambiati o esclusivamente a senso unico, etero o gay.

## Protagonisti

### Storia principale (epi 1-2-5-6-9-10-13)
- Huroki Nakadoi - Kobayashi Taichi
- Narumi Konno - Saito Natsu
- Makoto Sakamoto - Chikubujima Hikaru
- Zenjirou - Hanamura Satoshi (ep. 1-2)
- Kaoru Sumiya - Hojo Kaoruko (ep. 5-6)
- Tsuyoshi Kimura - Kirinoin Tsukasa (ep. 9-10)

### 3º episodio
- Manami Fuku - Shibata Rise
- Hiro Mizushima - Ikushima Mizuki

### 4º episodio
- Jun Natsukawa - Saiki Ayase
- Mitsuru Karahashi - Fujiki Masaya

### 7º episodio
- Eri Sakai - Shindo Yumeka
- Shoichi Matsuda - Kurosawa Toworu

### 8º episodio
- Misaki Momose - Matsuda Nao
- Ryunosuke Kawai - Kinoshita Moriwo

### 11º episodio
- Takayo Kashiwagi - Mizue Madoka
- Motoki Ochiai - Yuki Daisuke

### 12º episodio
- Meguru Ishii - Kanno Chidzuru
- Yū Shirota - Nakajo Maki
- Takuya - Nakajo Senri

## Episodi
1. Kiss me baby I
2. Kiss me baby II
3. Depriving darling
4. Badly behaving teacher
5. Hold me baby I
6. Hold me baby II
7. Prince charming has the taste of honey